# Gambier (gemeente)
Gambier  is een bestuurlijke entiteit (commune dus een gemeente) die de Gambiereilanden en zeven bewoonde atollen en een aantal onbewoonde eilanden rondom deze eilandgroep omvat. Aardrijkskundig behoren deze eilanden tot de Tuamotueilanden, maar zij vallen onder het bestuur van de deze Frans-Polynesische gemeente. De hoofdplaats is Rikitea.
Deze gemeente omvat de volgende eilanden:
- Gambiereilanden
  - Temoe (atol)
  - Mangareva
  - Aukena
  - Akamaru
  - Kamaka
  - Taravai
  - diverse onbewoonde atollen
- Actéon groep (Tuamotu)
  - Matureivavao
  - Tenararo
  - Tenarunga
  - Vahanga
- Ander atollen die behoren tot de Tuamotu-eilanden
  - Morane
  - Marutea Sud
  - Maria Est
- Eilanden die nauwelijks boven water uitsteken

Kaart van de bestuurlijke eenheden binnen Frans-Polynesië.

  - Banc Portland
  - Récif de la Minerve
  - Récif Bertero

Eilanden: Temoe - Mangareva - Aukena - Akamaru - Kamaka - Taravai